# Dobivanje energije iz komunalnog otpada
Iskorištavanje komunalnog otpada u svrhu dobivanja energije, ali i adekvatno zbrinjavanje otpada, postalo je nužnost suvremenog razvijenog svijeta. Porastom životnog standarda raste i proizvodnja komunalnog otpada, za čije zbrinjavanje već odavno nisu adekvatna odlagališta na kojima se otpad prethodno ne sortira, mehanički obrađuje, a potom i djelomično reciklira. Velika količina otpada koji se odlaže u blizini većih gradskih naselja ili gradova negativno utječe na zdravlje ljudi, ali i kvalitetu života općenito. Izgaranjem otpada u postrojenju za termičku obradu otpada značajno se smanjuje volumen (do 90 %)  i masa odloženog ostatka izgaranja do 75 %). 
Osim problema zbrinjavanja otpada, svijet se suočava s problemom dobave energije. Osigurati i dobaviti dovoljnu količinu energije među najvažnijim su zadaćama u razvijenim, ali i tranzicijskim zemljama, koje bilježe snažan gospodarski rast. U tom smislu, oporaba otpada predstavlja jedno od rješenja za smanjenje ovisnosti o energiji. U otpadu je koncentrirana energija. Ova činjenica sama je dovoljna kako bi se zaključilo da je energetsko iskorištavanje otpada potreba. Potreba, koja će u bliskoj budućnosti biti još izraženija. Danas još uvijek najzastupljenije, tehnologije izgaranja otpada na rešetki.

## Tehnologija izgaranja na rešetki
Izgaranje krutog komunalnog otpada na rešetki je najrasprostranjenije rješenje za termičko zbrinjavanje i oporabu otpada. Otpad iz domaćinstva ili komunalni otpad dovodi se cestovnim putem (kamionima) i odlaže u spremnik za otpad. Prije ubacivanja u ložište, otpad se može podvrgnuti mehaničkoj obradi, najčešće samo grubom usitnjavanju. Ako se dostavljeni otpad prethodno mehanički ne usitni, obično je vrlo heterogen po sastavu i veličini čestica. Tada se lijevak kojim otpad dospijeva u ložište dimenzionira tako da glomazni otpad može proći bez da postoji opasnost od zaglavljivanja, što može uzrokovati nejednoliko punjenje ložišta i blokirati ulazak zraka u ložište. Tri danas najzastupljenije tehnologije izgaranja na rešetki su tehnologije proizvođača Martin,  Von Roll, te Keppel-Seghers. Tehnologija izgaranja na rešetki trenutno je najrasprostranjenija tehnologija za termičku obradu otpada, a koristi se više od stotinu godina. Snažan razvoj doživjele su metode za pročišćavanje dimnih plinova, što je omogućilo opstanak ove tehnologije u vremenu sve strožih zahtjeva na emisije i utjecaj na okoliš. 

## Zahtjevi vezani uz zaštitu okoliša
Učinci na okoliš glavne su prepreke, ali i prednosti tehnologije za spaljivanje otpada. Spaljivanjem otpada smanjuje se volumen i masa otpada, te se uništavaju potencijalno opasne tvari iz otpada. Ipak, dimni plinovi nastali spaljivanjem štetni su i moraju proći postupak pročišćavanja, nakon čega se ispuštaju u atmosferu. 
Iako postrojenja za spaljivanje otpada emitiraju stakleničke plinove, ona pridonose smanjenju količinu emitiranih stakleničkih plinova koja bi se emitirala kada bi se otpad odlagao na odlagalište. Na odlagalištima se u anaerobnim uvjetima razvija metan (CH4) koji ima 22 puta veći staklenički potencijal od ugljikovog dioksida (CO2). Iz tog razloga se često na odlagalištima otpada spaljuje metan na bakljama, pretvarajući ga u CO2. 
Buka koju stvara postrojenje nije zanemariva i jedan je od razloga što se postrojenja za spaljivanje otpada u pravilu nalaze dalje od stambenih objekata. Osim samog postrojenja, buku proizvode i vozila koja dovoze otpad, te eventualna mehanička predobrada otpada. Buka se može smanjiti izoliranjem glavnih proizvođača buke i primjerenom konstrukcijom otvora i vrata.

## Primjenjivost pogona u hrvatskim uvjetima
Postrojenje za spaljivanje otpada svakako može naći primjenu u hrvatskim uvjetima. Kako je u Hrvatskoj započeo proces saniranja mnogobrojnih odlagališta otpada, uz još uvijek visok broj „divljih“ odlagališta, postrojenje za spaljivanje otpada koje bi kapacitetom moglo osigurati zbrinjavanje komunalnog otpada na razini regije znatno bi usporilo porast volumena otpada koji se mora odlagati. 
Očekuje se kako će s porastom cijene fosilnih goriva, isplativost i nužnost energane na otpad bit će još izraženija. Korisnost i potreba energane na otpad prvenstveno se odnosi na rješavanje problema prikladnog zbrinjavanja komunalnog otpada, a tek onda i na energetsku iskoristivost otpada. 
Ipak, u Hrvatskoj, kao zemlji u kojoj je turistička djelatnost najznačajnija, potreban je dodatni oprez i temeljita analiza utjecaja na životnu sredinu u cijelosti, kako bi se negativni utjecaji minimizirali.